# جيمس الكسندر (لاعب كريكت)
جيمس الكسندر (3 سبتمبر 1916 في المملكة المتحدة - 23 أكتوبر 1943) (بالإنجليزية: James Alexander)‏ هو لاعب كريكت بريطاني (وحمل سابقاً جنسية المملكة المتحدة لبريطانيا العظمى وأيرلندا).

## وصلات خارجية
- جيمس الكسندر على موقع إي آس بي آن كريك إنفو (الإنجليزية)